# Józef Lipiński (cichociemny)

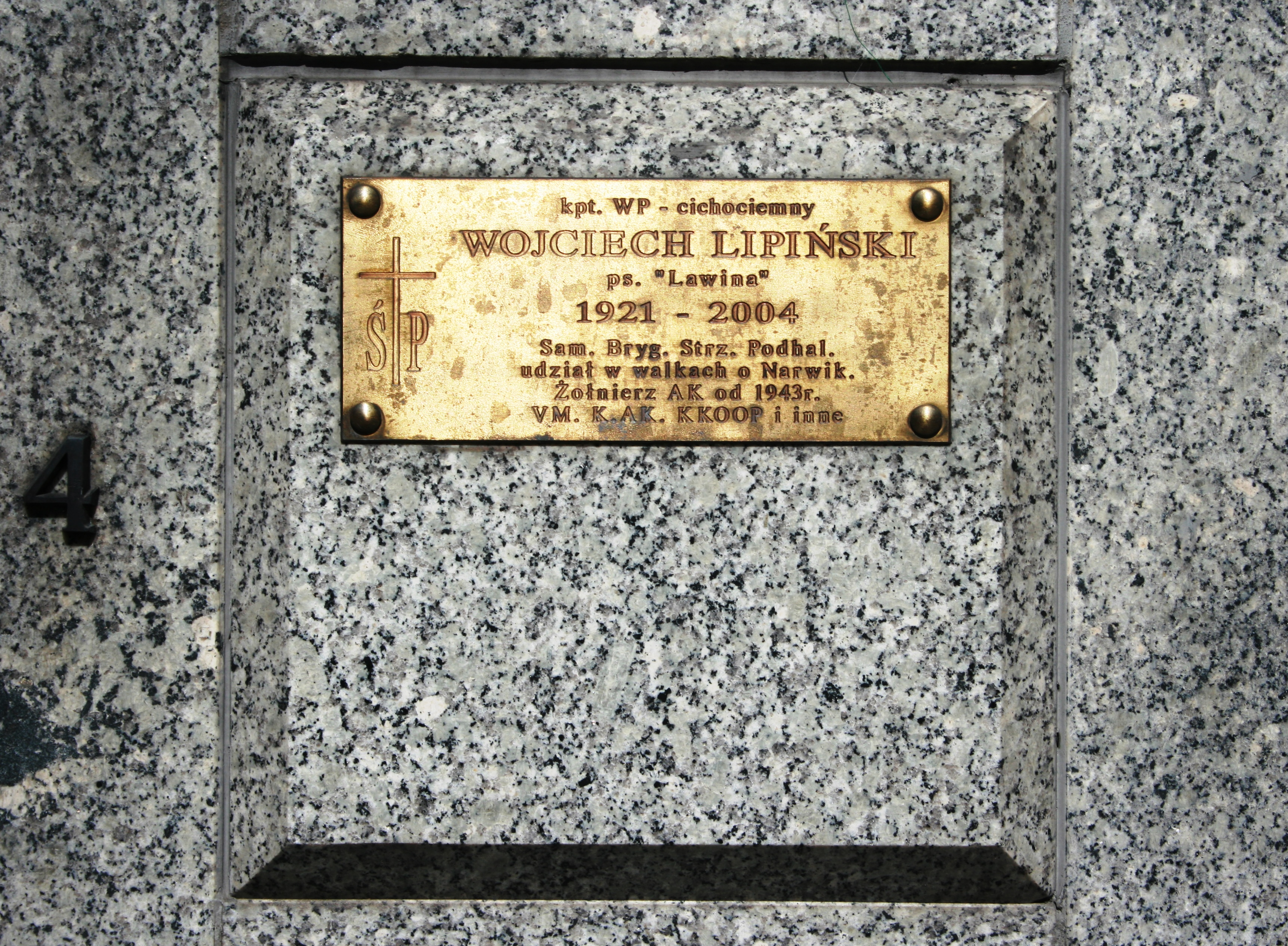
Krypta grobowa Józefa Wojciecha Lipińskiego na terenie Panteonu Żołnierzy Polski Walczącej na Cmentarzu Wojskowym na Powązkach w Warszawie

Józef Wojciech Lipiński vel Wojciech Kopczewski vel Wojciech Przesiecki, ps.: Lawina, Bryk, Smerek, Kurzawa, Marcin, Wojtek, Kuba (ur. 12 listopada 1921 w Bliżynie, zm. 5 października 2004 w Legionowie) – kapitan Wojska Polskiego, żołnierz Polskich Sił Zbrojnych na Zachodzie, uczestnik bitwy o Narwik, oficer wywiadu Armii Krajowej, cichociemny. Kawaler Orderu Virtuti Militari. 

## Życiorys
Od roku 1925 zamieszkał w Skarżysku Zachodnim. W 1939 roku zdał maturę po ukończeniu Gimnazjum i Liceum A. Witkowskiego w Skarżysku-Kamiennej.
We wrześniu 1939 roku nie został zmobilizowany. Przekroczył granicę polsko-węgierską w listopadzie 1939 roku. W grudniu 1939 roku znalazł się we Francji, gdzie walczył w 2 pułku Grenadierów Wielkopolskich 1 Dywizji Grenadierów, następnie w 1 kompanii 2 Batalionu Strzelców Podhalańskich 1 Półbrygady Samodzielnej Brygady Strzelców Podhalańskich. W czasie bitwy o Narwik był ranny. Za udział w niej dostał Order Virtuti Militari z rąk gen. Władysława Sikorskiego. W czerwcu 1940 roku przedostał się do Wielkiej Brytanii, gdzie został skierowany początkowo do 1 batalionu strzelców podhalańskich 1 Brygady Strzelców, następnie do Szkoły Podchorążych. Równocześnie był instruktorem w plutonie jugosłowiańskim, szkolonym w ramach 1 batalionu strzelców podhalańskich. 
Zgłosił się do służby w kraju. Po przeszkoleniu w wywiadzie (polska szkoła wywiadu pod kamuflażem Oficerskiego Kursu Doskonalenia Administracji Wojskowej) został zaprzysiężony 29 grudnia 1942 roku w Oddziale VI Sztabu Naczelnego Wodza. Zrzutu dokonano w nocy z 13 na 14 marca 1943 roku w ramach operacji „Brick”. Został aresztowany (wraz z drugim cichociemnym, Januszem Messingiem „Bekasem”) 14 marca 1943 roku, gdy jechał z placówki odbiorczej do Warszawy. Przebywał w więzieniu w Tomaszowie Mazowieckim, gdzie zapadł na tyfus plamisty (dostarczono mu zarażone wszy), dzięki czemu został wydobyty. Po rekonwalescencji, jesienią 1943 roku dostał przydział do Referatu „Wschód” Oddziału II Informacyjno-Wywiadowczego Komendy Głównej AK na stanowisko zastępcy kierownika ośrodka wywiadowczego „54 KK” (operującego na Białorusi i Polesiu). Działał na Wileńszczyźnie, gdzie zasłynął akcją przeciwko Szaulisom eksterminującym Polaków. Wiosną 1944 roku po zajęciu wschodnich terenów Polski przez Armię Czerwoną, „Lawina” został odwołany do Warszawy, gdzie od maja 1944 roku był zastępcą kierownika komórki bezpieczeństwa ASKO Referatu „Wschód”.
Po wojnie pracował jako:
- referent w Centralnym Urzędzie Planowania (1945–1946),
- starszy referent w Państwowej Agencji Gospodarczej (1946–1947),
- kierownik referatu prasowego, naczelnik wydziału organizacyjnego i zastępca dyrektora gabinetu Ministra Budowy Miast i Osiedli (1947–1953),
- dyrektor w Centralnym Zarządzie Zakładów Prefabrykacji (do 1965 roku),
- pełnomocnik Ministra Budownictwa i Przemysłu Materiałów Budowlanych ds. budowy Cementowni „Nowiny” (1964–1965),
- wicedyrektor Puławskiego Przedsiębiorstwa Budownictwa Przemysłowego (1965–1967),
- dyrektor Przedsiębiorstwa Budownictwa Przemysłowego „Budomontaż” (1967–1971),
- dyrektor Zarządu Budowy Zamku Królewskiego w Warszawie (1971–1980),
- pełnomocnik prezydenta Warszawy ds. budownictwa oświaty i służby zdrowia (1980–1983)
- w Stołecznym Przedsiębiorstwie Budowlanym (1983–1984).

Po wojnie podjął współpracę z aparatem bezpieczeństwa PRL (miał pseudonim TW Set).
Od 1985 roku przebywał na emeryturze. W 2003 awansowany na stopień kapitana Wojska Polskiego w stanie spoczynku. 
Został pochowany w Panteonie Żołnierzy Polski Walczącej Cmentarza Wojskowego na Powązkach w Warszawie (kwatera 18D kolumbarium lewe B-7-4).

## Awanse
- kapral z cenzusem – czerwiec 1940 roku
- kapral podchorąży – 1 września 1941 roku
- plutonowy podchorąży – 21 grudnia 1941 roku
- podporucznik – ze starszeństwem z dniem 13 marca 1943 roku
- porucznik LWP – maj 1970 roku
- kapitan – 23 kwietnia 2003 roku.

## Ordery i odznaczenia
- Krzyż Srebrny Orderu Virtuti Militari – za udział w bitwie o Narwik
- Krzyż Kawalerski Orderu Odrodzenia Polski (1969)
- Krzyż Armii Krajowej (informacja na krypcie nagrobnej)
- Medalom za Vojničke Verline (Jugosławia)
- Krzyż Oficerski Orderu Leopolda (Belgia, 1977)
- Złota Odznaka GROM-u.

## Życie rodzinne
Był synem Mariana, kierownika Spółdzielni Spożywców w Skarżysku, i Marii z domu Szmurłło. W 1966 roku ożenił się Grażyną Fijałkowską (ur. w 1933 roku). Nie mieli dzieci.